# Andrew Planche
Andrew Planche (o André Planchè) (c. 1727-1809) va ser un terrisser, fill de refugiats hugonots francesos. Va viure a Derby, on va tenir almenys quatre fills (Paul, James, James Burrows - bastard - i William).
Modelatge i fabricació de porcellana van ser ensenyades a ell pel seu pare, que havia treballat a Meißen. Als 17 anys, el jove Planchè ja estaria produint petites peces de porcellana a Derby. El 1749, va treballar per a William Littler a Longton Hall. A partir del 1756, va treballar per a William Duesbury en la seva nova fàbrica de porcellana a Nottingham Road, que més tard es va convertir en la Royal Crown Derby.
Figures de porcellana que es creuen han estat modelades per Planchè són rares. Derby Museum and Art Gallery té un model primerenc del 1752, d'un «Xinès i nen». Aquest model és del període «Dry Edge» (Vora Seca) que va córrer de 1750 a 1756. Aquest període deu el seu nom al fet que la base de les estatuetes és sense esmaltar.